# Месикяпп, Лайне Хансовна
Ла́йне Ха́нсовна Ме́сикяпп (эст. Laine Mesikäpp; 27 февраля 1915, Адила, Эстляндская губерния Российская империя — 5 мая 2012, Таллин) — эстонская и советская актриса

 театра и кино, певица

, танцовщица

, исполнительница народных песен, коллекционер.
Заслуженный деятель искусств Эстонской ССР (1967).

## Биография
Родилась в многодетной крестьянской семье, была младшей из девяти детей. Её интерес к традиционному эстонскому фольклору и эстонской народной музыке проявился в раннем детстве; отец Лайны был  известным фольклористом, рассказчиком и певцом. Позже их семейный дом стал местом сбора фольклористов, музыкантов и певцов со всей Эстонии, что произвело на неё неизгладимое впечатление и добавило в репертуар многочисленные песни из других регионов Эстонии.
В 1936 г. окончила  Таллиннскую 1-ю женскую гимназию. В 1942 г. была приглашена в театр Эндла в Пярну, где выступала до 1943 года.
В 1944-1949 гг. – актриса театра "Эстония"(Национальная опера) в Таллине. С 1949 по 1992 год – актриса Эстонского драматического театра в Таллине.
С 1956 года снималась в кино.
С 1947 года проводила песенные фестивали и вечера народных и фольклорных песен Эстонии.
Была участником ансамбля народного творчества «Лейгарид» .
Член Эстонской театральной ассоциации (1949) и Союза актеров Эстонии (почетный член с 1996). 
Играла в пьесах Гёте, Гоголя, Чехова, Л. Толстого, О. Лутса, К. Симонова, А. Корнейчука и др.

## Избранная фильмография
- 1956 — На задворках — Берта
- 1960 — В дождь и в солнце — эпизод
- 1961 — Друг песни — эпизод
- 1968 — Лесная легенда — эпизод
- 1970 — Семь дней Туйзу Таави — колхозница
- 1979 — Гость (короткометражный)
- 1981 — Суровое море
- 1984 — Рудольф и Ирма (фильм-спектакль) – женщина со двора
- 1989 – Украденное свидание – тётя Кайе